# Mynaral
Mynaral är en ort i Kazakstan.   Den ligger i oblystet Zjambyl, i den centrala delen av landet, 700 km söder om huvudstaden Astana. Mynaral ligger 347 meter över havet och antalet invånare är 1 303.
Terrängen runt Mynaral är platt, och sluttar österut.  Trakten runt Mynaral är nära nog obefolkad, med mindre än två invånare per kvadratkilometer.